# وروار أخضر إفريقي
الوروار الأخضر الإفريقي (الاسم العلمي: Merops viridissimus) هو نوع من الطيور من الفصيلة الورواريّة. يوجد في جميع أنحاء المناطق القاحلة في أفريقيا من السنغال شرقًا إلى إثيوبيا، وقد وسع نطاق انتشاره شمالًا إلى مصر على مدى العقود القليلة الماضية.